# Cerasuolo d'Abruzzo
Il Cerasuolo d'Abruzzo è un vino DOC la cui produzione è consentita nelle province di Chieti, L'Aquila, Pescara e Teramo.
È sempre stata considerata, a livello di disciplinare, come una tipologia appartenente al Montepulciano d'Abruzzo, in quanto prodotto fondamentalmente dalle stesse uve. A partire dalla vendemmia 2010/2011 è stato modificato il nome, in quanto è stato riconosciuto come vino DOC a sé stante. Per tale motivo la denominazione esatta è di "Cerasuolo d'Abruzzo DOC".
In Abruzzo ne è diffuso l'uso, in alternativa al bianco, con il pesce. Quasi d'obbligo in abbinamento ai gustosi brodetti locali (cioè delle abbondanti zuppe di pesce nel cui intingolo vi è un po' di pomodoro). Si sposa bene anche a piatti di terra come carni bianche o formaggi.

## Zona produzione
La zona di produzione dei vini "Cerasuolo d'Abruzzo DOC" comprende tutto o parte dei territori dei seguenti comuni:
provincia di Chieti
Altino, Archi, Ari, Arielli, Atessa, Bomba, Bucchianico, Canosa Sannita, Casacanditella, Casalanguida, Casalincontrada, Carpineto Sinello, Casalbordino, Casoli, Castel Frentano, Celenza sul Trigno, Chieti, Crecchio, Cupello, Fara Filiorum Petri, Filetto, Fossacesia, Francavilla, Fresagrandinaria, Frisa, Furci, Gissi, Giuliano Teatino, Guardiagrele, Lanciano, Lentella, Miglianico, Monteodorisio, Mozzagrogna, Orsogna, Ortona, Paglieta, Palmoli, Perano, Poggiofiorito, Pollutri, Ripa Teatina, Roccamontepiano, Rocca San Giovanni, San Buono, Sant'Eusanio del Sangro, San Giovanni Teatino, Santa Maria Imbaro, San Martino sulla Marrucina, San Salvo, San Vito Chietino, Scerni, Tollo, Torino di Sangro, Torrevecchia Teatina, Treglio, Vasto, Villalfonsina, Villamagna, Vacri;
provincia di L'Aquila
Acciano, Anversa degli Abruzzi, Balsorano, Bugnara, Canistro, Capestrano, Castel di Ieri, Castelvecchio Subequo, Civita d'Antino, Civitella Roveto, Cocullo, Corfinio, Fagnano Alto, Fontecchio, Fossa, Gagliano Aterno, Goriano Sicoli, Introdacqua, Molina Aterno, Morino, Ofena, Pacentro, Poggio Picenze, Pratola Peligna, Pettorano sul Gizio, Prezza, Raiano, Rocca Casale, San Demetrio nei Vestini, Sant'Eusanio Forconese, San Vincenzo Valle Roveto, Secinaro, Sulmona, Tione d'Abruzzi, Villa S. Angelo, Villa S. Lucia, Vittorito.
provincia di Pescara
Alanno, Bolognano, Brittoli, Bussi, Cappelle sul Tavo, Castiglione a Casauria, Catignano, Cepagatti, Citta Sant'Angelo, Civitella Casanova, Civitaquana, Collecorvino, Corvara, Cugnoli, Elice, Farindola, Lettomanoppello, Loreto Aprutino, Manoppello, Montebello di Bertona, Montesilvano, Moscufo, Nocciano, Penne, Pianella, Pietranico, Picciano, Pescara, Pescosansonesco, Popoli, Rosciano, San Valentino, Scafa, Serramonacesca, Spoltore, Tocco da Casauria, Torre dè Passeri, Turrivalignani, Vicoli;
provincia di Teramo
Alba Adriatica, Ancarano, Atri, Basciano, Bellante, Bisenti, Campli, Canzano, Castel Castagno, Castellato, Castiglione Messer Raimondo, Castilenti, Cellino Attanasio, Cermignano, Civitella del Tronto, Colledara, Colonnella, Controguerra, Corropoli, Giulianova, Martinsicuro, Montefino, Montorio al Vomano, Morrodoro, Mosciano, Nereto, Notaresco, Penna S. Andrea, Pineto, Roseto degli Abruzzi, Sant'Egidio, Sant'Omero, Silvi, Teramo, Torano Nuovo, Tortoreto, Tossicia e la frazione di Trignano del comune Isola del Gran Sasso.

## Storia
La presenza della vite e la produzione di vini nella zona di produzione del "Cerasuolo d'Abruzzo DOC" risale a Polibio, storico greco vissuto tra il 205 ed il 123 a.C., che narrando le gesta di Annibale dopo la vittoria di Canne (216 a.C.) tesseva le lodi dei vini di quest'area in quanto avevano guarito i feriti e rimesso in forze gli uomini.
Momento storico importante per questo vino è stato quello della metà degli anni '60 del novecento allorché i produttori locali iniziarono l'iter burocratico raccogliendo la documentazione necessaria per la presentazione della richiesta di riconoscimento della DOC Montepulciano d'Abruzzo.
Dopo oltre 40 anni in cui il "Cerasuolo" si è affermato come tipologia della DOC Montepulciano d’Abruzzo, si è manifestata nei produttori la volontà di dare a questo vino una propria specifica identità, nasce così la richiesta per il riconoscimento della DOC “Cerasuolo d’Abruzzo” che arriverà con la vendemmia 2010.

## Tecniche di produzione
Unica uva nel suo genere (a eccezione del Lambrusco di Sorbara) in quanto non è necessaria la debucciatura dell'acino per ottenere un vino rosato.
Per il vino "Cerasuolo d'Abruzzo DOC" l'immissione al consumo è consentita a partire dal 1º gennaio dell'anno successivo a quello di produzione delle uve. Per il vino "Cerasuolo d'Abruzzo superiore DOC" l'immissione al consumo è consentita a partire dal 1º marzo dell’anno successivo a quello di produzione delle uve.
Nell'etichettatura dei vini l'indicazione dell'annata di produzione delle uve è obbligatoria. Per il vino "Cerasuolo d'Abruzzo superiore DOC" è consentito solo l'uso del tappo di sughero raso bocca. Per il confezionamento possono essere usati anche contenitori alternativi al vetro.

## Disciplinare

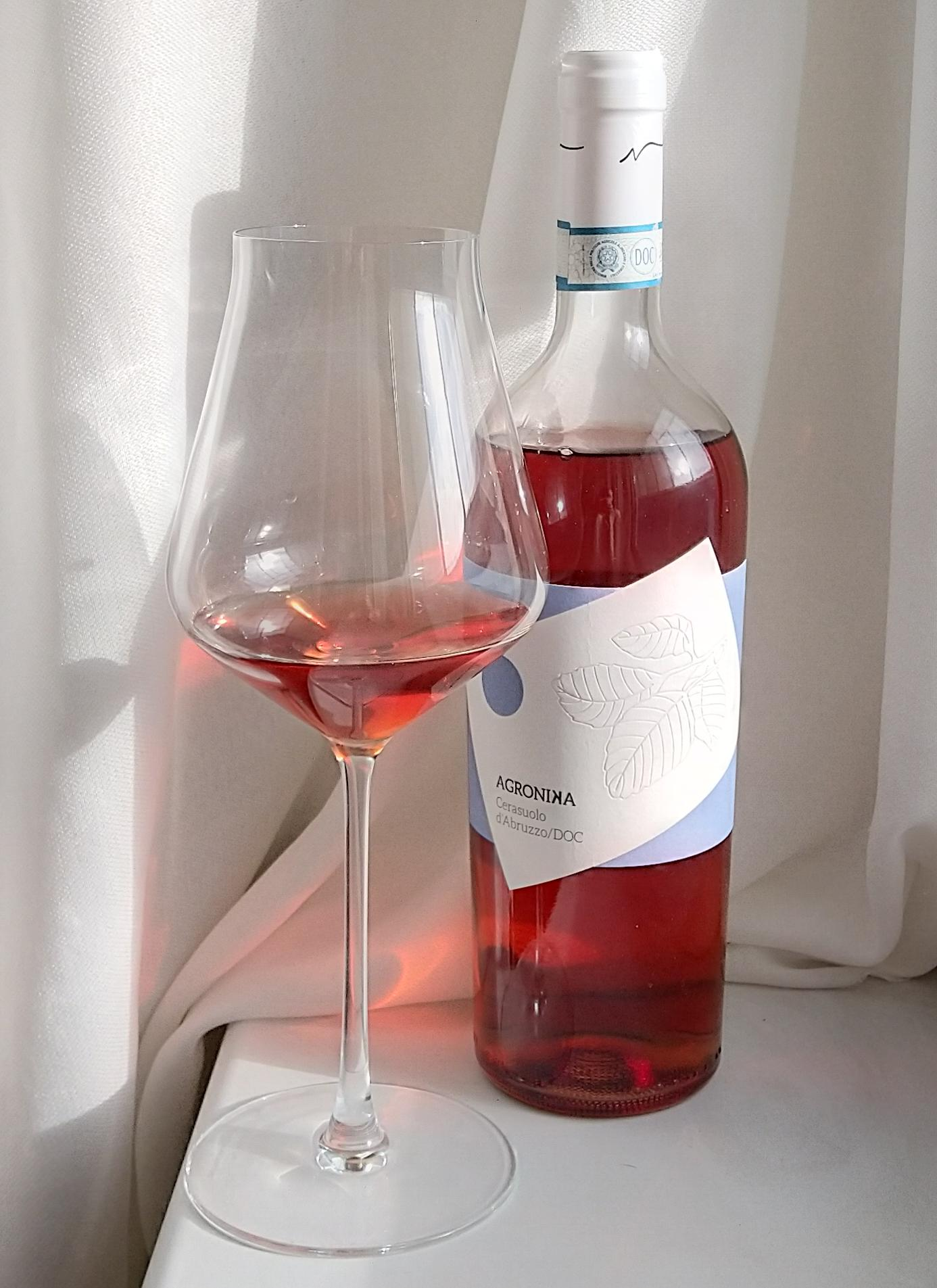

Approvata come tipologia della DOC “Montepulciano d’Abruzzo” con DPR 24 maggio 1968 pubblicato sulla Gazzetta Ufficiale n. 178 del 15 luglio 1968, riconosciuta DOC con DM 5 ottobre 2010 pubblicato sulla Gazzetta Ufficiale n. 242 del 15 ottobre 2010.
Successivamente modificata con:
- D.M. 7 dicembre 2010 GU 298 – 22 dicembre 2010
- D.M. 30 novembre 2011 GU 295 – 20 dicembre 2011 Pubblicato sul sito ufficiale del Mipaaf Sezione Qualità e Sicurezza Vini DOP e IGP
- DM 3 ottobre 2012 GU 244 – 18 ottobre 2012 Pubblicato sul sito ufficiale del Mipaaf Prodotti DOP e IGP – Sezione Vini DOP e IGP
- DM 7 marzo 2014 Pubblicato sul sito ufficiale del Mipaaf Prodotti DOP e IGP – Sezione Vini DOP e IGP
- La versione in vigore è stata approvata con DM 22 dicembre 2014 GU 9 – 13 gennaio 2015 Pubblicato sul sito ufficiale del Mipaaf Prodotti DOP e IGP – Sezione Vini DOP e IGP

## Tipologie

### Cerasuolo d'Abruzzo
| uvaggio                        | Montepulciano min 85%. Possono concorrere le uve di altri vitigni a bacca rossa non aromatici idonei alla coltivazione in Abruzzo, da sole o congiuntamente max 15%. |
| titolo alcolometrico minimo    | 12,00 % vol. |
| acidità totale minima          | 4,5 g/l. |
| estratto secco minimo          | 16,00 g/l |
| resa massima di uva per ettaro | 140 q. |
| resa massima di uva in vino    | 70 % |

#### Caratteri organolettici
- Aspetto: rosso ciliegia più o meno carico;
- Olfatto: gradevole, delicatamente vinoso, fruttato, fine ed intenso;
- Gusto: secco, morbido, armonico, delicato con retrogusto gradevolmente mandorlato.

#### Abbinamenti consigliati
A tutto pasto. Vocato anche come aperitivo. Antipasti, secondi piatti di carne.

### Cerasuolo d'Abruzzo superiore
| uvaggio                        | Montepulciano min 85%. Possono concorrere le uve di altri vitigni a bacca rossa non aromatici idonei alla coltivazione in Abruzzo, da sole o congiuntamente max 15%. |
| titolo alcolometrico minimo    | 12,50 % vol. |
| acidità totale minima          | 4,5 g/l. |
| estratto secco minimo          | 18,00 g/l |
| resa massima di uva per ettaro | 120 q. |
| resa massima di uva in vino    | 70 % |

#### Caratteri organolettici
- Aspetto: rosa ciliegia più o meno carico;
- Olfatto: gradevole, finemente vinoso, fruttato e intenso, anche con sentori speziati;
- Gusto: secco, morbido, armonico, delicato con retrogusto gradevolmente mandorlato.

#### Abbinamenti consigliati
A tutto pasto. Vocato anche come aperitivo. Antipasti, secondi piatti di carne.